# Pacte de non-agression de 1979
Le pacte de non-agression de 1979, ou pacte sud-africain de non-agression, était un pacte de non-agression signé le 14 octobre 1979 par les représentants de l'Angola, du Zaïre et de la Zambie contre toute attaque d'un pays signataire depuis le territoire d'un autre pays signataire.
L'accord était une réaction au soutien de Mobutu Sese Seko et de Kenneth Kaunda aux rebelles du Front national de libération de l'Angola (FNLA) et à l'Union nationale pour l'indépendance totale de l'Angola (UNITA) dans le cadre de la guerre civile angolaise et le soutien de Jose Eduardo dos Santos au Front national de libération du Congo, qui avaient débouché sur la première et la deuxième Guerre du Shaba dans les années 1970. L'accord a été globalement respecté jusqu'à ce que l'Angola, avec l'appui de la plupart des autres États d'Afrique australe, envahisse le Zaïre en 1996, déclenchant la Première Guerre du Congo.